# Giuseppe Paratore

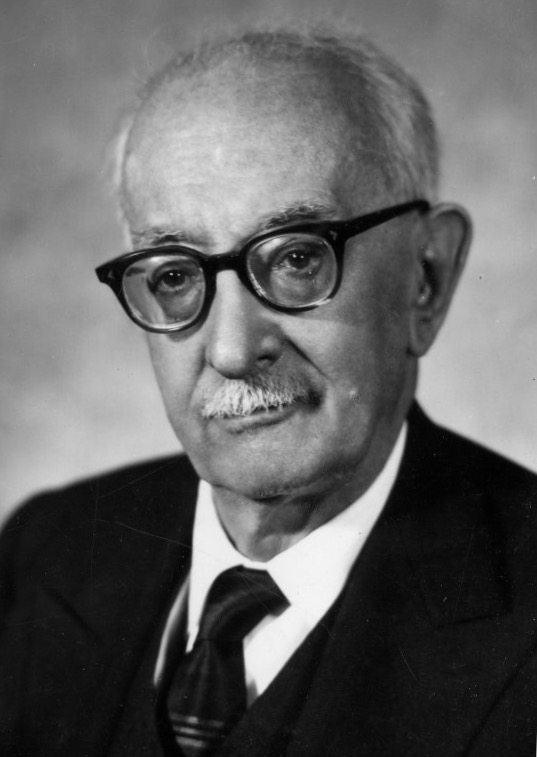
Giuseppe Paratore

Giuseppe Paratore (* 31. Mai 1876 in Palermo; † 26. Februar 1967 in Rom) war ein italienischer Politiker.

## Biografie
Paratore entstammt einer Familie aus Milazzo auf Sizilien. Noch während seines Studiums der Rechtswissenschaften an der Universität Neapel, begann er als Sondersekretär und Testamentsvollstrecker von Francesco Crispi zu arbeiten. Er verfolgte liberale Ideen und zog erstmals 1909 in die Abgeordnetenkammer des italienischen Parlaments ein, indem er sich gegen Ludovico Fulci, einen Anhänger von Giolitti, durchsetzte. Er wurde daraufhin für sechs aufeinanderfolgende Legislaturperioden bis 1929 wiedergewählt. Im kurzlebigen Kabinett Facta II war er vom 1. August 1922 bis 31. Oktober 1922 Schatzminister unter Ministerpräsident Luigi Facta. In der Nachkriegszeit gehörte er zunächst der verfassungsgebenden Versammlung und ab 1948 dem Senat an.
Von 1952 bis 1953 war er Senatspräsident und wurde am 9. November 1957 von Präsident Giovanni Gronchi zum Senator auf Lebenszeit ernannt.